# Nocara
Nocara ist eine italienische Stadt in der Provinz Cosenza in Kalabrien mit 309 Einwohnern (Stand 31. Dezember 2023).

## Lage und Daten
Nocara liegt etwa 138 km nördlich von Cosenza. Die Nachbargemeinden sind Canna, Nova Siri (MT), Oriolo, San Giorgio Lucano (MT) und Valsinni (MT).

## Geschichte
Die Gründung des Ortes ist unbekannt.

## Sehenswürdigkeiten
Im Ort steht eine Ruine einer Burg aus dem 17. Jahrhundert und Teile einer mittelalterlichen Befestigungsanlage. In der Umgebung gibt es schwefelhaltige Quellen.

## Bildergalerie

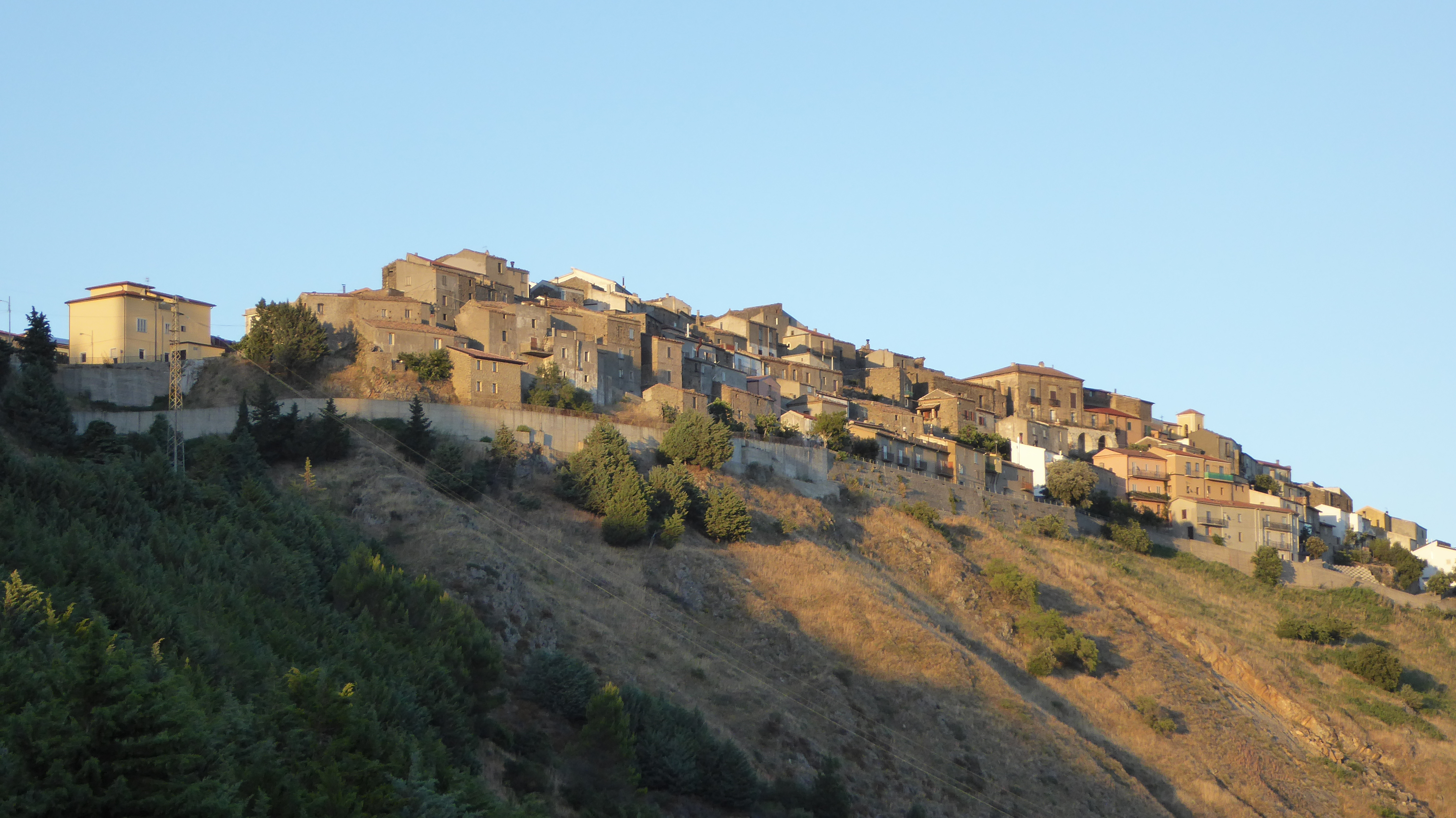
Panoramablick auf Nocara
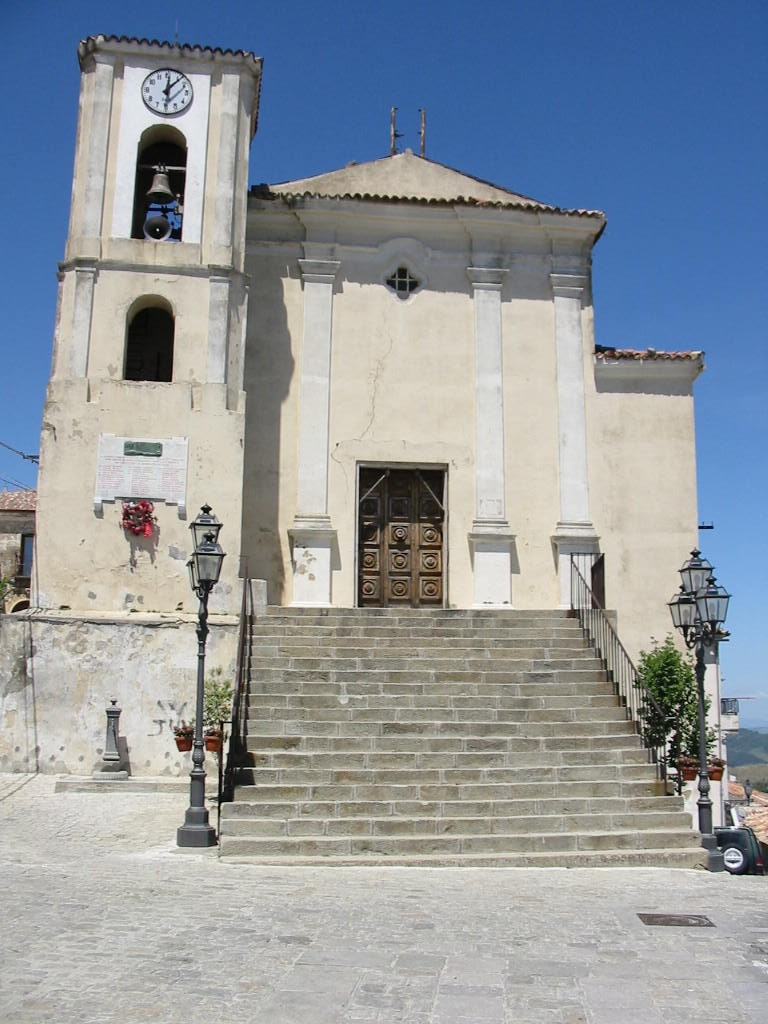
Kirche in Nocara